# 아웅 투 (축구 선수)
아웅 투(버마어: အောင်သူ, 1996년 5월 22일~)는 미얀마의 축구 선수로 포지션은 공격형 미드필더, 윙어이다. 현재 태국 리그의 우타이타니 FC와 미얀마 축구 국가대표팀에서 활동하고 있다.

## 구단 경력
2013년 야다나본 FC 입단을 통해 프로 경력을 시작했다. 2018년 태국의 폴리스 테로와 2019년 무앙통 유나이티드에서 임대로 활동한 것을 제외하고 6시즌동안 팀의 주축 공격수로 활동했다. 그는 미얀마 내셔널리그 2회 우승에 이바지했고 이에 힘입어 2014년부터 2017년까지 4년 연속 미얀마 올해의 선수상, 2015년부터 2017년까지 3년 연속 미얀마 내셔널 리그 올해의 선수상에 선정되었다.
2018년 시즌 태국 리그 1에서 폴리스 테로 소속으로 어시스트 8개를 기록했다. 2019년 무앙통으로 임대 이적 후 태국 리그 1 2019 시즌 5위의 성적에 기여했다. 2020 시즌을 마친 이후 태국 1부 리그의 명문 구단 중 하나인 부리람 유나이티드로 이적했다. 그는 팀의 2020-21 시즌 태국 리그 1 준우승, 2020-21 태국 FA컵 4강 진출, 2021-22 시즌 태국 리그 1 우승, 2021-22 태국 FA컵 우승, 2021-22 태국 리그컵 우승에 기여했다.
그 후 람푼 워리어스를 거쳐 2023년 7월 우타이타니 FC와 입단 계약을 체결했다.

## 국가대표팀 경력
미얀마 U-17 대표팀 소속으로 2011년 AFF U-16 챔피언십에서 6경기 2골을 기록하며 팀의 대회 3위를 이끌어냈다. 2014년 미얀마 U-20 대표팀의 일원으로 이 해에 열린 하사날 볼키아 트로피에서 팀을 정상으로 이끌었다.
이후 이듬해에 열린 2015년 FIFA U-20 월드컵 본선에 참가했다. 개최국인 뉴질랜드와의 조별리그 A조 최종전에서 전반 27분 선제골을 기록하며 미얀마 U-20 대표팀의 U-20 월드컵 통산 2번째 득점을 안겼지만 이후 팀은 내리 5골을 내주면서 3전 전패·조 최하위로 조별리그에서 물러났다. 
그래도 2015년 AFF에서 선정한 올해의 영플레이어에 선정되었고 같은 해 미얀마 성인 대표팀에 합류한 직후 8월 28일 아랍에미리트와의 친선 경기를 통해 A매치 첫 경기를 치렀다.
그 뒤 10월 13일 같은 동남아시아팀인 라오스와의 2018년 FIFA 월드컵 아시아 지역 2차 예선 G조 5차전에서 A매치 데뷔골을 터뜨리며 팀의 3-1 승리에 일조했고 이후 중동의 레바논과의 8차전 경기에서도 득점을 기록하며 팀의 무승부를 이끌어냈다.
그리고 이듬해에 열린 2016년 AFF 스즈키컵에서 2골을 뽑아내며 팀의 12년만의 AFF 챔피언십 4강 진출에 일조했으나 팀은 4강전에서 태국에 1·2차전 합계 0-6의 패배를 당하면서 미얀마 축구 역사상 첫 동남아시아 선수권 대회 결승 진출이 좌절되었다.
이후 타지키스탄과의 2022년 FIFA 월드컵 아시아 지역 2차 예선 F조 4차전에서 팀의 3번째 득점을 기록하며 4-3 승리에 기여했다. 이후 몽골과의 5차전에도 선발로 출전하여 2연승에 일조했으며 팀은 2승 6패로 몽골과 동률을 이뤘지만 골득실차에서 밀리면서 조 최하위로 탈락했다.

## 경기 기록
최신 업데이트 : 2015년 6월 6일

### 국가대표팀 득점
| # | 일시       | 장소                            | 상대 국가 | 스코어 | 결과 | 매치 형식               |
| - | ---------- | ------------------------------- | --------- | ------ | ---- | ----------------------- |
| 1 | 2015-10-13 | 태국, 방콕, 수파찰라사이 경기장 | 라오스    | 3-1    | 3-1  | 2018년 FIFA 월드컵 예선 |
| 2 | 2016-03-29 | 레바논, 시돈, 사이다 국제경기장 | 레바논    | 0-1    | 1-1  | 2018년 FIFA 월드컵 예선 |

## 수상

### 클럽
야다나본 FC
- 미얀마 내셔널리그 : 우승 (2014, 2016), 준우승 (2015)
- MFF 채리티컵 : 준우승 (2015, 2017)
- 제너럴 아웅산 쉴드 : 준우승 (2015), 4강 (2014, 2016, 2017)

 부리람 유나이티드
- 태국 리그 1 : 우승 (2021-22), 준우승 (2020-21)
- 태국 FA컵 : 우승 (2021-22), 4강 (2020-21)
- 태국 리그컵 : 우승 (2021-22)

### 국가대표팀
미얀마 U-17
- AFF U-16 챔피언십 : 3위 (2011)

 미얀마 U-20
- 하사날 볼키아 트로피 : 우승 (2014)

 미얀마
- AFF 챔피언십 : 4강 (2016)

### 개인
- 동남아시아 축구 연맹 올해의 청소년 선수 : 2015
- 미얀마 올해의 선수 : 2014, 2015, 2016, 2017
- 미얀마 내셔널리그 올해의 선수 : 2015, 2016, 2017